# Europese afvalstoffenlijst
De Europese afvalstoffenlijst, afgekort EURAL is een uitgebreide lijst met ongeveer een achthonderdtal afvalstoffen. 
Het doel ervan is over heel de Europese Unie dezelfde terminologie te gebruiken voor de materialen en voorwerpen die als afval kunnen voorkomen. 
Iedere stof heeft een catalogusnummer van zes cijfers, ingedeeld in 20 hoofdstukken. Gevaarlijk afval wordt aangeduid met een asterisk (*). Deze asterisk vervangt vanaf 2015 de Europese lijst van de gevaarlijke eigenschappen, aangeduid met een H-code (hazard). 

## Link
- Lijst op de site van de Openbare Vlaamse Afvalstoffenmaatschappij